# Mangiennes
Mangiennes is een gemeente in het Franse departement Meuse (regio Grand Est) en telt 351 inwoners (1999).
De gemeente maakt deel uit van het kanton Bouligny in het arrondissement Verdun. Voor maart 2015 was het deel van het kanton Spincourt, dat toen werd opgeheven.

## Geografie
De oppervlakte van Mangiennes bedraagt 18,3 km², de bevolkingsdichtheid is 19,2 inwoners per km².
Het plaatsje ligt aan de Azanne en de Loison.
De onderstaande kaart toont de ligging van Mangiennes met de belangrijkste infrastructuur en aangrenzende gemeenten.

## Demografie
Onderstaande figuur toont het verloop van het inwonertal (bron: INSEE-tellingen).

## Geboren
- Alfred Jeanroy (1859-1983), hoogleraar Frans en Occitaans aan de Sorbonne Université in Parijs